# Gromada Ząbki
Die Gromada Ząbki war eine Verwaltungseinheit in der Volksrepublik Polen zwischen 1954 und 1955. Verwaltet wurde die Gromada vom Gromadzka Rada Narodowa, dessen Sitz sich in Ząbki befand und aus 27 Mitgliedern bestand.
Die Gromada Ząbki gehörte zum Powiat Wołomiński in der Woiwodschaft Warschau und bestand aus den Dörfern Drewnica und Ząbki, ehemaligen Gromadas der aufgelösten Gmina Ząbki.

Zum 1. Januar 1956 wurde die Gromada Ząbki aufgelöst und Ząbki erhielt den Status eines Osiedle (Siedlung) und 1967 dann Stadtrecht.